# Hidroxid de plumb (II)
Hidroxidul de plumb este o bază alcătuită din două grupări hidroxil și un atom de plumb. Formula sa chimică este Pb(OH)2. 

## Proprietăți
Hidroxidul de plumb are caracter amfoter. Această proprietate înseamnă că, în reacțiile cu bazele metalelor alcaline, hidroxidul de plumb are caracter acid în timp ce, în alte reacții, are caracter bazic. De exemplu:
Pb(OH)2 + 2NaOH = Na2[Pb(OH)4]
1. ↑  „Hidroxid de plumb”, Lead(II) hydroxide (în engleză), PubChem, accesat în 21 septembrie 2016